# Copa de Suiza de balonmano
La SHV-Cup es el torneo eliminatorio de balonmano más importante de Suiza, y este se disputa desde 1979. Entre 1981 y 1997 no se disputó.

## Palmarés
- 1980 - TSV St. Omar St. Gallen
- 1981 - TSV St. Omar St. Gallen
- 1982-1997 - No se disputó
- 1998 - Pfadi Winterthur
- 1999 - Kadetten Schaffhausen
- 2000 - TSV St. Omar St. Gallen
- 2001 - TSV St. Omar St. Gallen
- 2002 - Wacker Thun
- 2003 - Pfadi Winterthur
- 2004 - Kadetten Schaffhausen
- 2005 - Kadetten Schaffhausen
- 2006 - Wacker Thun
- 2007 - Kadetten Schaffhausen
- 2008 - Kadetten Schaffhausen
- 2009 - ZMC Amicitia Zürich
- 2010 - Pfadi Winterthur
- 2011 - Kadetten Schaffhausen
- 2012 - Wacker Thun
- 2013 - Wacker Thun
- 2014 - Kadetten Schaffhausen
- 2015 - Pfadi Winterthur
- 2016 - Kadetten Schaffhausen
- 2017 - Wacker Thun
- 2018 - Pfadi Winterthur
- 2019 - Wacker Thun
- 2021 - Kadetten Schaffhausen
- 2022 - GC Amicitia Zürich
- 2023 - HC Kriens
- 2024 - Kadetten Schaffhausen

## Palmarés por equipo
| Equipo                | Títulos | Años                                                       |
| --------------------- | ------- | ---------------------------------------------------------- |
| Kadetten Schaffhausen | 10      | 1999, 2004, 2005, 2007, 2008, 2011, 2014, 2016, 2021, 2024 |
| Wacker Thun           | 6       | 2002, 2006, 2012, 2013, 2017, 2019                         |
| Pfadi Winterthur      | 5       | 1998, 2003, 2010, 2015, 2018                               |
| TSV St.Omar St.Gallen | 4       | 1980, 1981, 2000, 2001                                     |
| GC Amicitia Zürich    | 2       | 2009, 2022                                                 |
| HC Kriens             | 1       | 2023                                                       |